# Polička (stacja kolejowa)
Polička – stacja kolejowa w Polička, w kraju pardubickim, w Czechach. Jest to ważna stacja węzłowa o znaczeniu regionalnym. Znajduje się na wysokości 555 m n.p.m.
Stacja jest wyposażona w poczekalnię, kasy biletowe, na których można zakupić bilety na pociągi krajowe i międzynarodowe oraz zarezerwować miejsce w pociągu.

## Linie kolejowe
- 261 Svitavy - Žďárec u Skutče